# Accident ferroviaire de Fexhe-le-Haut-Clocher
L’accident ferroviaire de Fexhe-le-Haut-Clocher est un accident ferroviaire survenu le 4 octobre 1967, sur la ligne 36 à Fexhe-le-Haut-Clocher, dans la province de Liège en Belgique.
L'accident fait 11 morts et 76 blessés et fut l'une des principales catastrophes de l'année 1967 en Belgique, année particulièrement dramatique dans le Royaume, marquée notamment par l'incendie de l'Innovation, celui du Val Vert et par la catastrophe de Martelange.

## Déroulement
Il s'agit de deux collisions entre trois trains. La première survient lorsque le train direct 812 reliant Verviers à Ostende heurte le train omnibus 5711 en provenance de Louvain vers Liège sur un  aiguillage menant à une voie de garage. Le choc, survenue à basse vitesse, provoque le déraillement de la motrice qui se retrouve alors sur la seconde voie de la ligne. C'est à ce moment que le train 1311 arrivant en sens inverse de Mons via Bruxelles, percute la machine. Circulant à près de 120 km/h, ce train composé de plusieurs automotrices a été en partie éventré par la cabine de la locomotive du train d'Ostende.

## Causes
L'accident a été imputé au signaleur de la cabine de Voroux qui aurait autorisé le train omnibus à cisailler la voie principale alors que l'express d'Ostende avait, lui aussi, reçu la permission de circuler. La situation était perturbée par des dégâts occasionnés la veille à un passage à niveau à Momalle qui imposait une limitation de vitesse aux trains dans le sens Liège - Bruxelles.
Ce premier accident a causé le déraillement de la locomotive du train Verviers - Ostende, engageant le gabarit de l'autre voie principale où passait le troisième train. L'impact entre la cabine renforcée de la locomotive et les flancs, en matériaux plus légers, du train de Mons à Liège a été la cause de la majorité des décès et blessés. Onze personnes, dont un enfant de 3 ans, ont perdu la vie.